# 苏丹艾哈迈德 (法蒂赫)

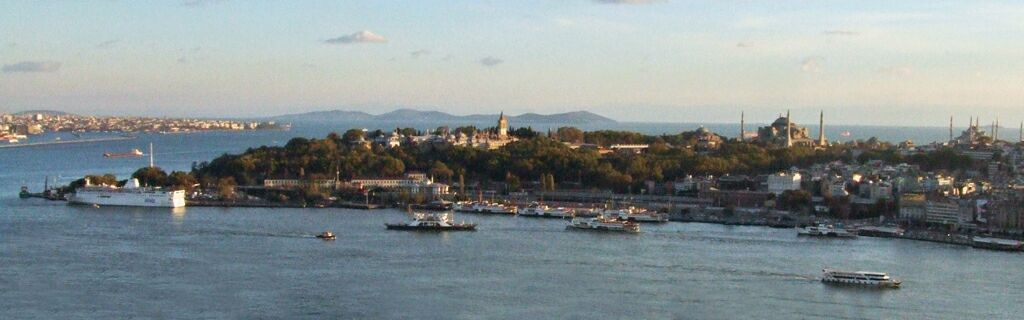
金角湾和苏丹艾哈迈德

苏丹艾哈迈德（土耳其語：Sultanahmet）是土耳其伊斯坦布尔欧洲一侧法蒂赫区57个街区之一。半岛顶部包含众多的历史古迹，如蘇丹艾哈邁德清真寺和圣索菲亚大教堂。

## 著名景点
- 苏丹艾哈迈德清真寺
- 耶尼清真寺
- 苏莱曼清真寺
- 圣索菲亚大教堂
- 苏丹艾哈迈德地下水宫
- 伊斯坦布尔考古博物馆
- 托普卡帕宫
- 加拉太塔

## 历史

### 2016年伊斯坦布尔爆炸袭击
41°00′N 28°59′E / 41.000°N 28.983°E